# Saint-Joseph (atol)
Saint-Joseph – atol w archipelagu Amiranty na Seszelach, jest częścią Wysp Zewnętrznych; leży na północ od atolu Poivre i składa się z 14 wysp:
- Saint-Joseph – 5°26′10″S 53°21′36″E/-5,436000 53,360000
- Fouquet (ÎIe aux Fouquets) – 5°25′23″S 53°20′24″E/-5,423000 53,340000
- Ressource (Ressourve) – 5°24′34,2″S 53°19′33,6″E/-5,409500 53,326000
- Petit Carcassaye – 5°26′49″S 53°21′25″E/-5,447000 53,357000
- Grand Carcassaye – 5°26′31″S 53°21′18″E/-5,442000 53,355000
- Benjamin – 5°26′28″S 53°20′46″E/-5,441000 53,346000
- Banc Ferrari – 5°26′46″S 53°20′56″E/-5,446000 53,349000
- Chien – 5°26′56″S 53°20′49″E/-5,449000 53,347000
- Vars – 5°24′22″S 53°19′34″E/-5,406000 53,326000
- Île Paul – 5°26′38″S 53°20′28″E/-5,444000 53,341000
- Banc aux Cocos – 5°26′02″S 53°19′19″E/-5,434000 53,322000
- Poule Island (ÎIe aux Poules) – 5°25′59″S 53°18′58″E/-5,433000 53,316000
- Pelican – 5°25′59″S 53°20′56″E/-5,433000 53,349000
- Banc de Sable

Niektóre źródła podają mniejszą liczbę wysp, ponieważ kształt mniejszych wysepek stale się zmienia i niektóre z nich łączą się ze sobą. Na przykład w chwili obecnej wysepka Grand Carcassaye jest południową częścią wyspy Saint-Joseph.
Atol ma kształt owalu o wymiarach 7×4,4 km. Całkowity obszar wynosi 22,53 km², z których 11,74 km² to otaczające go płaskie rafy, 4,8 km² – laguna i tylko 1,39 km² powierzchnia lądu wszystkich wysepek. Laguna zamknięta jest całkowicie przez otaczającą rafę i ma głębokość 2–3,7 m, miejscami do 6,4 m.